# Raul Almeida
Raul Tiago Soares Almeida (sinh ngày 2 tháng 11 năm 1997) là một cầu thủ bóng đá người Bồ Đào Nha thi đấu cho Covilhã theo dạng cho mượn từ F.C. Paços de Ferreira, ở vị trí tiền đạo.

## Sự nghiệp bóng đá
Vào ngày 7 tháng 8 năm 2016, Soares có màn ra mắt cho FC Porto B trong trận đấu tại LigaPro 2016–17 trước Aves.